# Behemoth
Behemoth ([bəˈhiːməθ], с англ. — «Бегемот») — польская блэк-дэт-группа, образованная в октябре 1991 года в Гданьске. В начале своего музыкального пути стиль группы классифицировался как блэк-метал, а потом, с 1994 года, появилась языческая составляющая и широко использовалась в записях акустическая гитара. С 1999 года группа начала вносить в свою музыку значительные элементы дэт-метала, отказавшись от языческой темы и привнеся в свою лирику тематику сатанизма, оккультизма, мифологии Ближнего Востока, а также идеологии Алистера Кроули. Считается, что группа сыграла важную роль в создании польского андеграунда экстремального метала.

## История группы

### Формирование, ранние годы иSventevith(1991—1996)

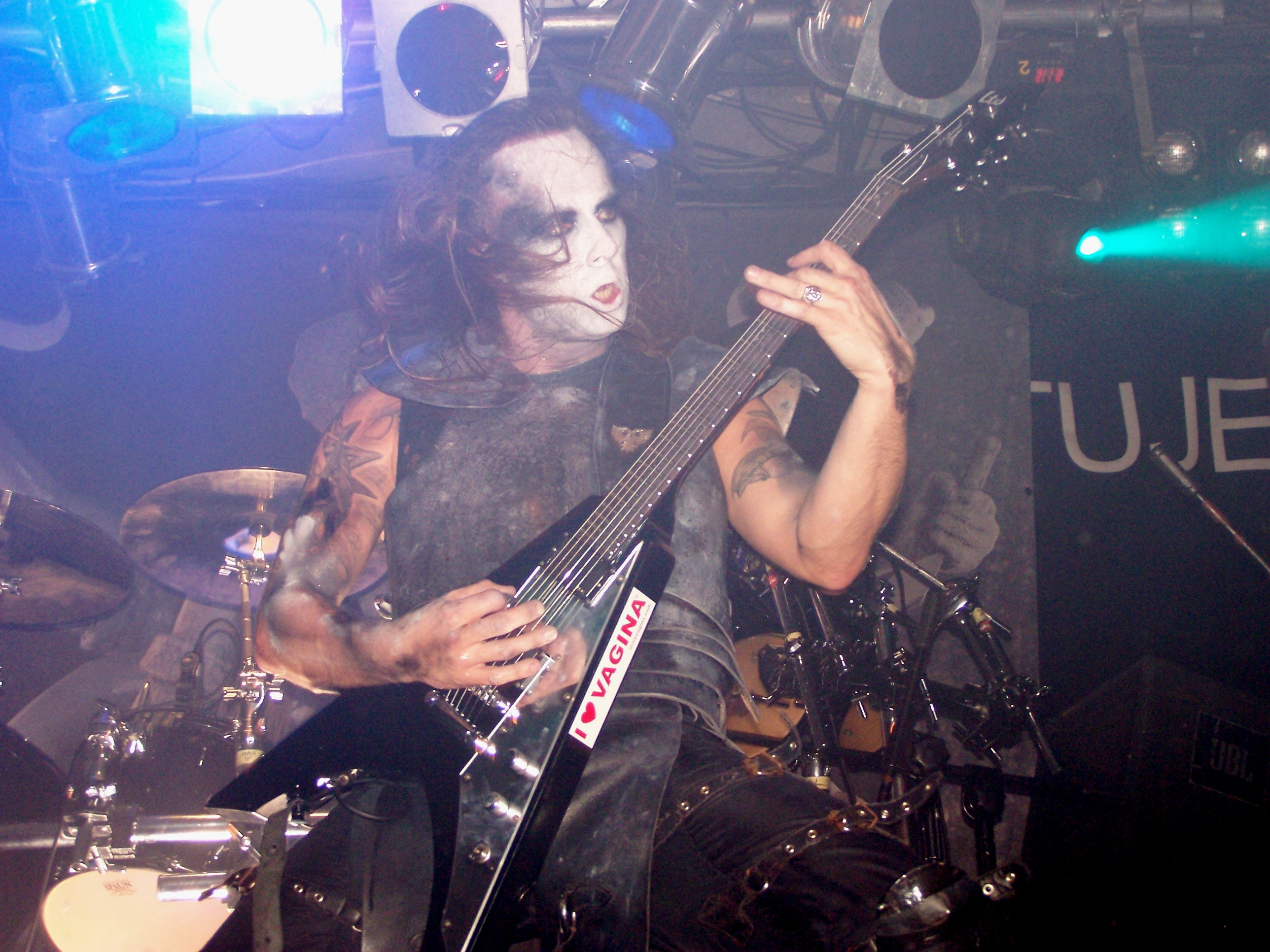
Адам «Nergal» Дарский — вокал и гитара Behemoth

Группа была создана в 1991 году в Гданьске, по инициативе тогдашнего 14-летнего Адама Дарского и 15-летнего Адама Мурашко, игравшего на барабанах. Выступали они под псевдонимами, соответственно, «Holocausto» и «Sodomizer». Сами музыканты встретились в 1987, когда, ещё будучи детьми, на почве увлечения музыкой таких групп, как Kat, ВСТ, Kiss, Metallica, Poison и Perfect, стали друзьями и мечтали о создании группы. Первая попытка состоялась в подвалах поблизости от начальной школы, где благодаря местным группам они получили в распоряжение ударные для Мурашко; Дарски получил свою гитару в качестве подарка от отца в 8 лет. Первую барабанную установку купили несколько лет спустя.
До 1992 группа существовала под названием Baphomet. Первый релиз под названием «Endless Damnation» был записан весной в подвале Гданьской гимназии № 12 с участием гитариста и басиста Адама «Desecrator» Малиновского. Вскоре после этого группа репетировала в муниципальном Доме культуры, а затем в своей комнате в приморском районе Гданьска. Behemoth как дуэт «Нергал» (ранее «Holocausto») и «Ваал» (бывший «Sodomizer») в том же году сделал следующее демо — The Return of the Northern Moon. «Rob Darken» (группа Graveland) сыграл партии клавишных. Демо было записано в Warrior Studio в Гдыне. Альбом The Return of the Northern Moon был выпущен в начале 1993 польским лейблом Pagan Records, а два года спустя Last Epitaph выпустил его на виниле тиражом в 500 экземпляров. В том же году к группе присоединились бас-гитарист «Baeon von Orcus» и гитарист «Frost».
В декабре 1993 было записано третье демо …From The Pagan Vastlands. Демо было выпущено в 1995 году Pagan Records, через год на CD в США (лейблом Wild Rags) и Европе (лейблом Nazgul's Eyrie). Выпуск третьего демо привёл к подписанию контракта с итальянской звукозаписывающей компанией Enthropy Records.
В 1994, по приглашению группы Mastiphal, Нергал сыграл на барабанах в альбоме Nocturnal Landscape. Однако в июле 1994 группа работала в студии над материалом для EP с предварительным названием Moonspell Rites. Альбом в конечном итоге стал называться And the Forests Dream Eternally и был выпущен в том же году на лейбле Enthropy Records. Опять же, как дуэт «Нергал» и «Ваал» совместно с клавишником Cezarem «Cezar» Augustynowiczem, основателем группы Christ Agony, в декабре 1994 года записали вышедший на лейбле Pagan Records первый альбом Sventevith (Storming Near the Baltic), который годом позже был выпущен Enthropy Records на компакт-диске. На альбом в первую очередь вдохновили языческие верования, обложка альбома — работа David Tierre (Dark Arts). Альбом был хорошо принят фанатами и критиками, в результате чего был заключён контракт с немецким лейблом Solistitium Records ещё на два полноценных альбома.

### Grom,Pandemonic Incantations,SatanicaиThelema.6(1996—2003)

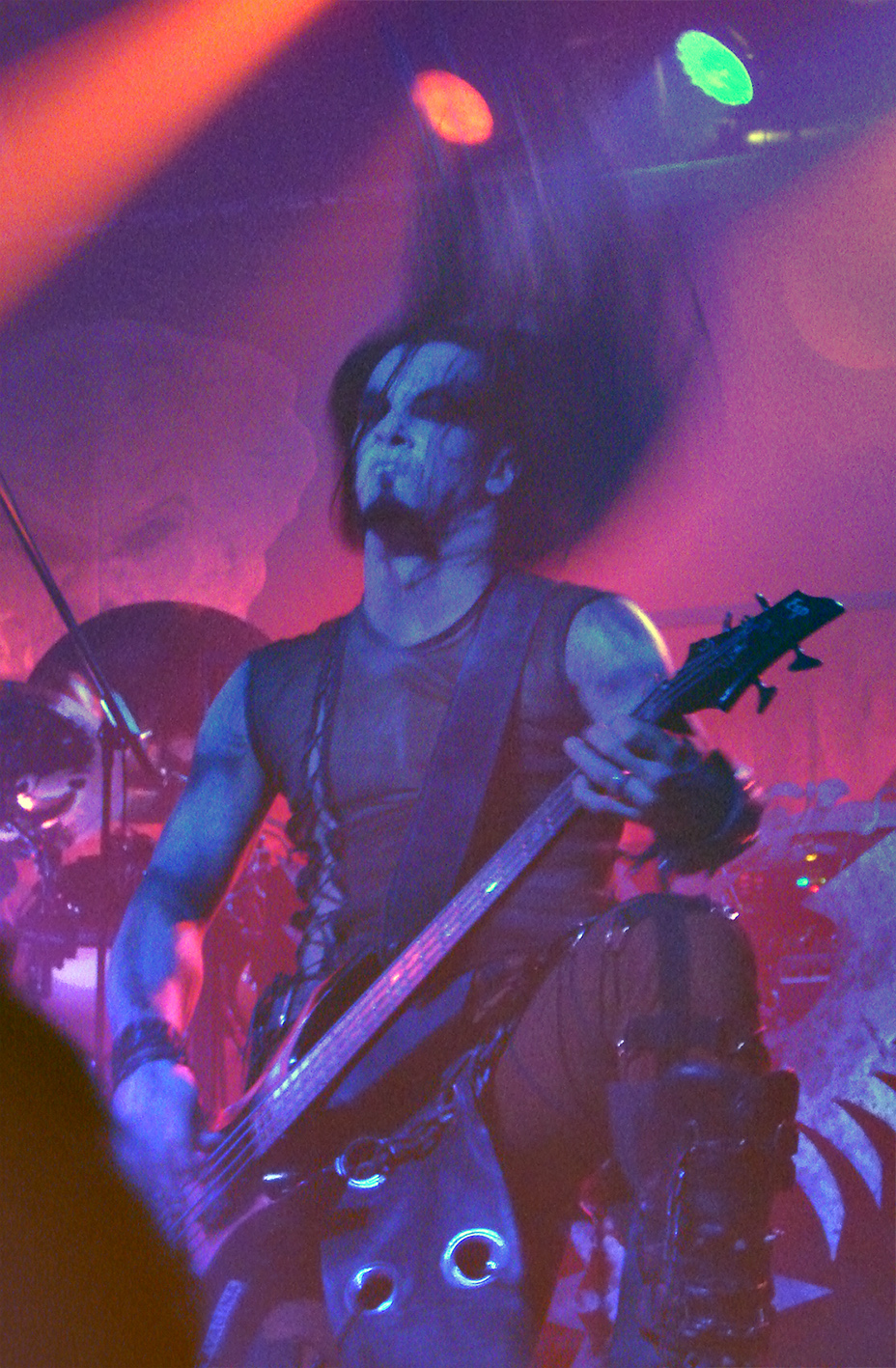
Томаш «Orion» Врублевский — бас-гитара

Grom, первый альбом на новом лейбле, был выпущен в Польше Atratus Music в 1996 году, а записан был в декабре 1995 года. Обложка альбома украшена работой David Tierre (Dark Arts). Альбом записан в пограничном стиле между трэш- и блэк-металом, там также имеется женский вокал. На альбоме две песни на польском языке: «Grom» и «Lasy Pomorza».
В том же году лидер группы, «Нергал», начал своё обучение в Университете Гданьска на факультете филологии и истории. Однако это не помешало выпуску в конце августа ещё одного альбома, названного Pandemonic Incantations. Альбом был выпущен лейблами Novum Vox Mortis и Solistitium Records 2 марта 1998 года, а год спустя на итальянском лейбле Avantgarde Music. Обложка альбома и макет делается в сотрудничестве с «Marquisem», также был создан новый логотип для группы. Это был успех, в результате чего был заключён контракт с лейблом Avantgarde Music. На альбоме была песня, озаглавленная «Chwala Mordercom Wojciecha», текст которой представляет собой реакцию на празднование 1000-летия Гданьска.
В результате раскола группу покинул «Мефисто», и в 1998 году в составе группы утвердился барабанщик «Inferno» (группа Azarath). 25 октября 1999 Avantgarde Music выпустил ещё один альбом группы, Satanica, записанный в студии Starcraft Stimulations (SS) на 60 дорожках. В песне «Decade Of Θerion» с этого альбома появляется фраза из телемитского ритуала «красного рубина» AПO ПANTOΣ KAKOΔAIMONOΣ, что в свободном переводе означает защиту от вызываемых духов. Вскоре после выпуска альбома (в 1999 году) группа играла его несколько раз, в том числе в туре по Франции, Испании и Англии, вместе с такими группами, как Deicide (США), Rotting Christ (Греция), Ancient Rites (Бельгия) и Satyricon (Норвегия).
В 2000 году усилиями Metal Mind Productions группа выпустила на VHS концертную запись Live Eschaton: The Art of Rebellion, записанную на концерте в Кракове 27 апреля 2000 г. И уже в августе в Люблине в сотрудничестве с поэтом и переводчиком Кшиштофом Азаревичем был выпущен новый альбом Thelema.6. Альбом включал трек «Inauguration Of Scorpio Dome», вдохновлённый фильмом Кеннета Гнев Lucifer Rising 1972 года, и трек «Vinvm Sabbati» со ссылкой на формулу магического «Zos Kia Cultus» Остина Османа. Издатель в США был Olympic Records, в России — Irond Productions. Группа также подписала контракт с бразильской рекорд-компанией Moira Records. Также состоялось концертное турне, в котором Behemoth выступали с такими группами, как Morbid Angel, The Crown и Dying Fetus.
Летом 2001 года «Нергал» под псевдонимом «Nick Wolverine» пел и играл на бас-гитаре для группы The Wolverines. Там он и познакомился с фотографом Кшиштофом Садовским. В том же году в качестве перкуссиониста он присоединился к команде Behemoth на фестивалях Wacken Open Air (с такими группами, как Annihilator, Arch Enemy, Dark Tranquillity, Helloween, Jag Panzer, Kamelot, Lacuna Coil), Metalfest в Познани (с группой Napalm Death) и Мистик Фестивале (в том числе скандинавские группы Mayhem и Children of Bodom), а осенью группа была хедлайнером европейского тура вместе с группами Carpathian Forest и Khold. Кроме того, в ноябре того же года принимали участие в польском фестивале Thrash’em с группами Vader, Lux Occulta, Sceptic, Hate, и бразильской группой Krisiun.
В 2002 группа начала работу над альбомом, озаглавленным Zos Kia Cultus (Here and Beyond). Новому альбому предшествовал EP Antichristian Phenomenon, выпущенный усилиями Avantgarde Music. На этом мини-альбоме были песни «Carnage» из репертуара Mayhem и «Day Of Suffering» группы Morbid Angel. В том же году усилиями Metal Mind Productions был выпущен DVD (взамен VHS) Live Eschaton: The Art of Rebellion.
Летом этого года в Hendrix Studio в Люблине, записав 700 часов материала, группа сделала альбом Zos Kia Cultus (Here and Beyond). При записи этого альбома впервые были применены семиструнные электрогитары. На альбоме отчётливо слышится фирменный стиль ударника группы Inferno. В песне «As Above So Below» был использован рифф из начала песни «Cursed Angel of Doom» с демо Endless Damnation. Был снят за £ 4000 клип на песню «As Above So Below». В поддержку альбома состоялось европейское турне, в том числе в Италии и странах Скандинавии.

### Zos Kia Cultus,DemigodиThe Apostasy(2003—2009)

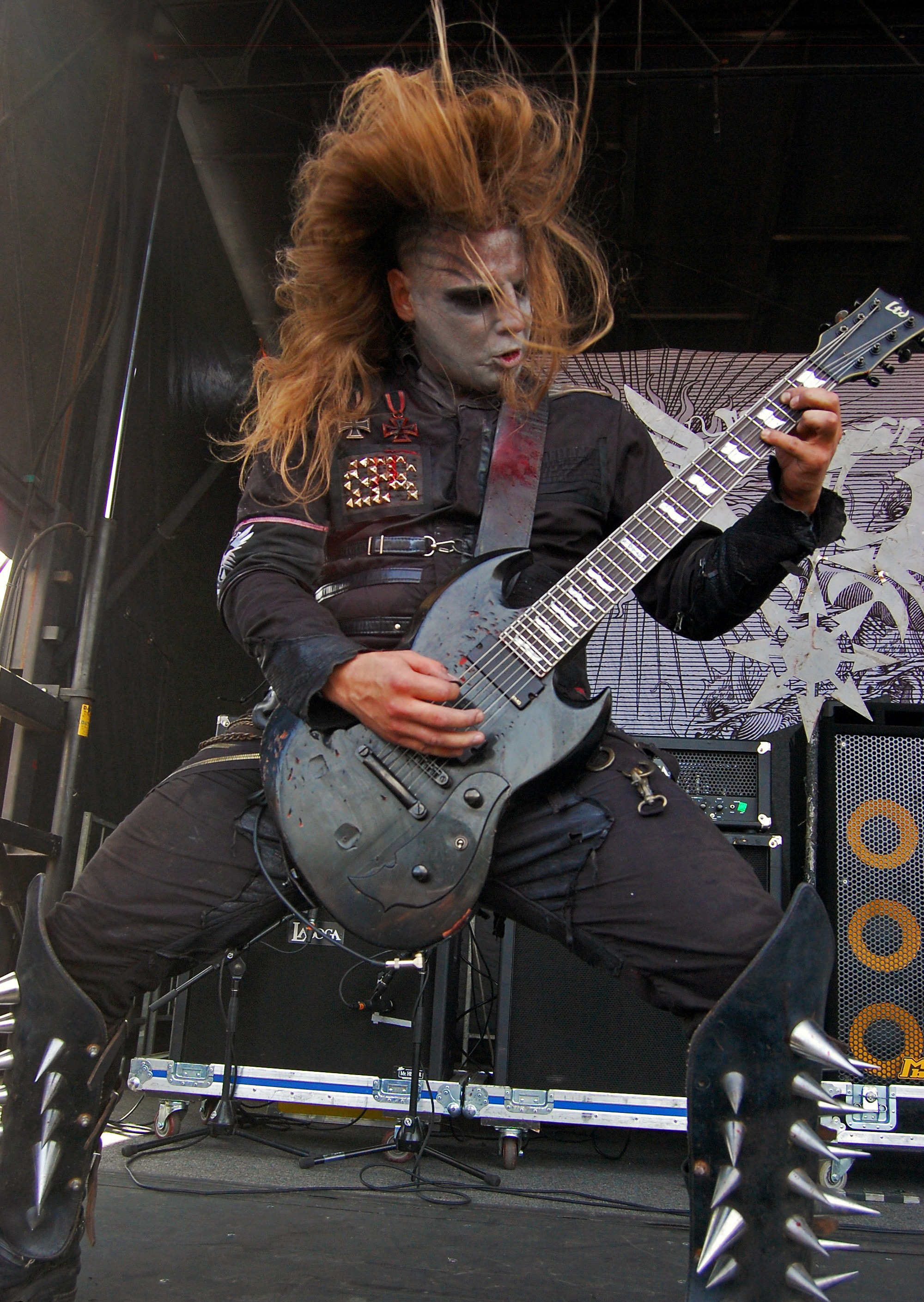
Патрик «Сет» Штибер со своей знаменитой гитарой «in very bad condition». Выступление на фестивале Rockstar Energy Mayhem 8 августа 2009

11 марта 2003, альбом Zos Kia Cultus через Century Media Records был выпущен в США. В поддержку альбома было запущено турне с группами Deicide, Amon Amarth и Revenge. Behemoth по приглашению Гленна Данцига также играли на фестивале для чернокожего населения в США, исполняя вместе с Opeth, Nile и Superjoint Ritual. 14 сентября того же года группа выпустила EP Conjuration, содержащий среди прочего интерпретации песен групп Nine Inch Nails (песня «Wish») и Venom (песня «Welcome to Hell»). Группа подписала контракт с шведским лейблом Regain Records, на котором в 2004 группа опубликовала хорошо принятый критиками и любителями альбом Demigod. В том же году «Inferno» записал с группой Witchmaster два альбома, но вскоре покинул группу, сосредоточив внимание на деятельности в группе Behemoth.
В 2004, незадолго до выхода альбома Demigod, группу покинул гитарист «Havoc», посвятив себя группе Blindead. Врублевский, таким образом, стал полноправным членом команды.
25 октября усилиями Regain Records проводится турне по Европе, Соединённым Штатам и Южной Америке. Альбом включает:
- «Before The Aeons Came» — вдохновлённый драмой «Atlanta in Calydon»
- «Slaves Shall Serve» — название происходит от книги «The Book of the Law» Алистера Кроули
- «The Reign Ov Shemsu-Hor» — «From the Ashes of the Angels. The Forbidden Legacy of a Fallen Race» британского писателя Эндрю Коллинза

В помощь альбому Demigod были сняты два музыкальных клипа: первый на песню «Conquer All» (он также появился в расширенном издании альбома Demigod в 2005 году) и второй — на песню «Slaves Shall Serve», цензурированная версия которого была показана на американском музыкальном канале MTV. В 2005 году был выпущен EP под тем же названием Slaves Shall Serve. Альбом был выпущен 20 октября лейблом Regain Records тиражом 3000 дисков в Европе и США, Century Media выпустила ещё 5000 штук.
6 августа 2004 года усилиями Regain Records был выпущен первый DVD под названием Crush.Fukk.Create: Requiem for Generation Armageddon, содержащий записи с концертов фестиваля Mystic 2001 и фестиваля Party.San Open Air в Германии. Дело увенчалось серией концертов по всему миру, в том числе в США, Европе, Австралии, Израиле и Греции, где группа выступила с такими группами, как Supreme Lord, Ragnarok, King Diamond, Nile и т. д. Только в США продано 35000 копий диска Demigod.

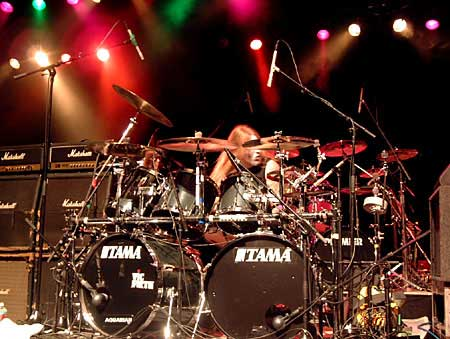
Барабанщик Inferno, 2003 год. Группа славится своим фирменным звучанием ударных

10 июля 2006 года выпускается ограниченным тиражом в 10000 штук компиляция под названием Demonica, в том числе ранние демотреки и не издававшиеся песни. 11 декабря того же года группа основалась в студии звукозаписи Гданьска RG Studio, запись завершилась в апреле следующего года, а на сайте YouTube на официальной странице группы каждые несколько недель выкладывались видеозаписи работы над альбомом. Результат работы музыкантов был выпущен в 2007 году усилиями Regain Records — альбом The Apostasy (название альбома не относится к термину «Апостасия»). Над песней «Inner Sanctum» трудились джазовый пианист Лешек Моздзер и вокалист Уоррел Дан (группа Nevermore). Над производством альбома также работала духовая секция (труба, рог, тромбон) и хор. Фотографии для альбома сделал Кшиштоф «Садо» Садковский во время фотосессии в Мальборке.
Был снят клип на песню «Prometherion». Тема этой песни была навеяна драмой «Prometheus Unbound» за авторством Перси Биши Шелли. Альбом стал самым популярным за всю историю группы.
The Apostasy был сыгран на концертах в США в рамках фестиваля Ozzfest с участием таких артистов, как Lamb of God, Hatebreed, Ozzy Osbourne, DevilDriver, Nile, Static-X и Lordi. 15 августа непосредственно перед концертом, в рамках фестиваля, лидер группы «Нергал» отправился давать уроки игры на гитаре, представив ранние и новые записи, включающие «Summoning of the Ancient Ones», «Conquer All» и «Demigod».
11 января 2008 года группа объявила о подписании контракта с звукозаписывающим лейблом Nuclear Blast (выпуск для Европы) и Metal Blade Records (выпустивших альбомы для США таких групп как Dimmu Borgir, Manowar, или Hypocrisy). В том же году группа объявила о начале работы над новым студийным альбомом и DVD.
28 и 29 января прошли съёмки клипа на песню «At The Left Hand Ov God» из альбома The Apostasy. В апреле того же года Behemoth посетили с концертами двадцать четыре города в Соединённых Штатах и Канаде, с группами Dimmu Borgir и Keep Of Kalessin в продвижение альбома, который был продан по всему миру тиражом 70 000 экземпляров.
В июне 2008 года усилиями Mystic был переиздан альбом The Apostasy с дополнительным DVD, содержащий, среди прочего, видеообзор процесса записи альбома. В сентябре того же года видео на песню «At The Left Hand Ov God» было номинировано на польском фестивале в категории за лучшую режиссуру, лучший монтаж и получило гран-при за лучший клип. В октябре 2008 года группа выпустила свой первый концертный альбом At The Arena ov Aion — Live Apostasy. 11 ноября был выпущен EP EΣXHATON.

### EvangelionиThe Satanist(с 2009)
Альбом Evangelion был выпущен 7 августа 2009 года лейблом Nuclear Blast Records в Европе, лейблом Mystic Production в Польше, 11 августа 2009 усилиями Metal Blade Records в США. Альбом был выпущен также как диджипак с сопровождающим DVD, содержащим закулисные видео- и фото-материалы. В качестве содействия альбому было снято видео на песню «Ov Fire And The Void». Премьера видео состоялась 6 августа 2009 года. Через день после премьеры видео было удалено с Youtube. Отцензуренная версия была опубликована в тот же день. Оригинальная версия видео была размещена на официальном сайте Metal Blade Records и на портале Onet.pl. Альбом дебютировал на 56 месте в Billboard 200. В США в продажу поступили 8 500 экземпляров альбома в неделю релиза. Ранее «Нергал» рассказал про новый альбом:
Я должен признаться, что я доволен новой работой больше, чем это было с диском 2007 года. Возможно, это связано с тем, что у нас сейчас нет проблем с лейблом, травмы Inferno, никаких дедлайнов и неприятностей, которые целиком высасывают мою энергию... Я уже начал думать о диске как о нежданном ребёнке. Удивительно, но с учётом затраченного на него времени, он отличный. На этот раз процесс первоначальной подготовки был сделан куда более тщательно. Я нашёл время, чтобы побыть вне музыки, набраться энергии, вдохновения и.... Когда мы встретились в октябре, было странно, но мы все оказались голодны до работы, до создания новой музыки. Это был определённо 100% Behemoth. Я имел смелость заявить, что у нас есть свой стиль, но мы его улучшаем, находим новые направления в каждом новом проекте. Большинство песен действительно быстрые, техничные и плотные, но в то же время существует много различий. Тут есть и несколько очень медленных, массивных песен, которые, возможно, будут самыми эпическими за всю историю Behemoth. Всё звучит более серьёзно и... опасно (я очень люблю это слово, ха-ха-ха). Ну и возможно, наш звук стал еще более беспощадным и зловещим.
Десятый по счету студийный альбом Behemoth вышел в 2014 году. Новый альбом получил название The Satanist. The Satanist в Европе вышел на лейбле Nuclear Blast, в Северной Америке на Metal Blade. Диск записан в студии Hertz в Белостоке с помощью братьев Веславских и Даниеля Бергстранда.
21 мая 2014 года во время концерта в Екатеринбурге группа была задержана сотрудниками полиции по подозрению в нарушении визового режима. На следующий день суд вынес постановление о депортации группы из России. Основанием послужило то, что у членов группы была оформлена деловая виза, тогда как поездки с культурными целями подразумевают оформление гуманитарной визы.
11 мая 2022 года группа выпустила сингл «Ov My Herculean Exile». Вместе с выпуском сингла группа анонсировала выход двенадцатого студийного альбома, получившего название Opvs Contra Natvram. Релиз альбома запланирован на 16 сентября 2022 года.
15 июня 2022 года и 27 июля 2022 года группа выпустила синглы «Off to War!» и «The Deathless Sun», которые войдут в грядущий двенадцатый студийный альбом Opvs Contra Natvram. На оба сингла были сняты клипы.

## Состав

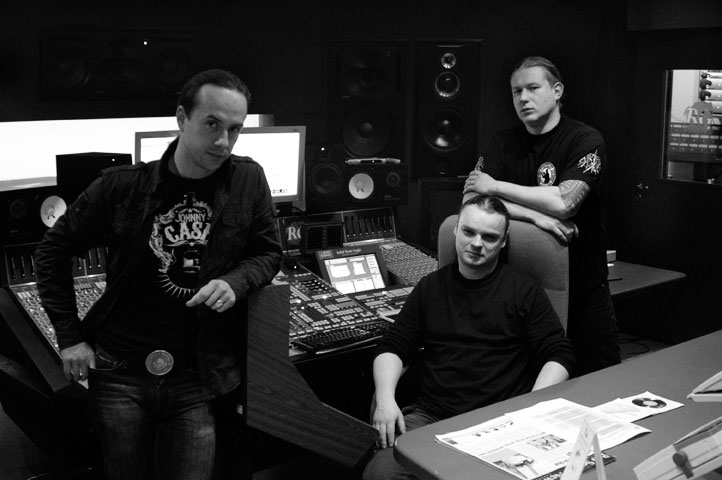
Behemoth записывают альбом Apostasy в Гданьске. Слева направо: лидер группы Адам Дарский, звукоинженер Аркадиуш Мальчевский, и барабанщик Збигнев Роберт Проминьский

### Текущий состав
- Адам «Nergal» Дарский — гитара, вокал , клавишные, программирование (1991-настоящее время), бас-гитара (1991—1993; 1993—1997; 1998—2002)
- Томаш «Orion» Врублевский — бас/бэк-вокал (2003-настоящее время)
- Збигнев Роберт «Inferno» Проминьский — ударные (1997—1999; 2000-настоящее время))

### Бывшие участники
- Лешек «Les L.Kaos» Дзегельвский — бас-гитара, гитара (1995—1997; 1998—1999) (Hell-Born, Damnation)
- Адам «Desecrator» Малиновский — гитара, бэк-вокал (1991—1992)
- Рафал «Frost / Browar» Брауэр — гитара (1993—1994)
- «Mefisto» — бас-гитара (1997—1998)
- Славомир «Orcus» Коласа — бас-гитара (1993)
- Мартин «Novy» Новак — бас-гитара (2000—2003)
- Матеуш Мавриций «Havok» Смежхальский — гитара (1999—2003)
- Адам «Baal Ravenlock» Мурашко — ударные (Hell-Born, Damnation) (1991—1996)

### Текущие сессионные участники
- Патрик Доминик «Seth» Штибер — гитара, бэк-вокал (2004-настоящее время)

### Прочие
- Томаш «Грааль» Данилович — автор обложек альбомов и графики
- Аркадиуш «Мальта» Мальчевский — звукоинженер
- Мацей «Мантикор» Груша — член Общества New Aeon, веб-мастер behemoth.pl
- Борис «Hatefrost» Калужный — администратор MySpace
- Кшиштоф «Садо» Садовский — фотограф
- Кшиштоф Азаревич — оккультист, поэт, автор песен и основной консультант

## Дискография

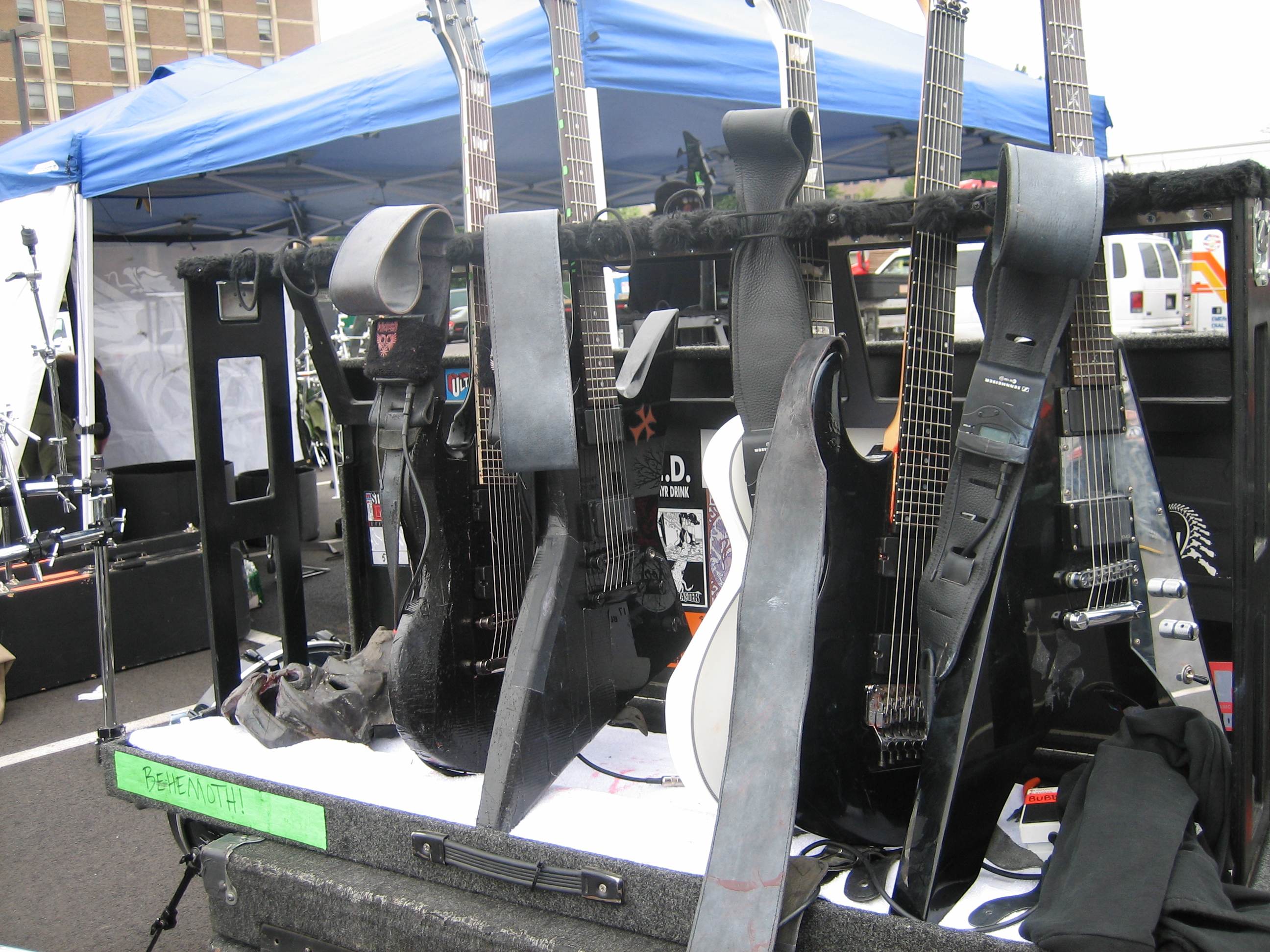
Гитары «Нергала» и «Сета»

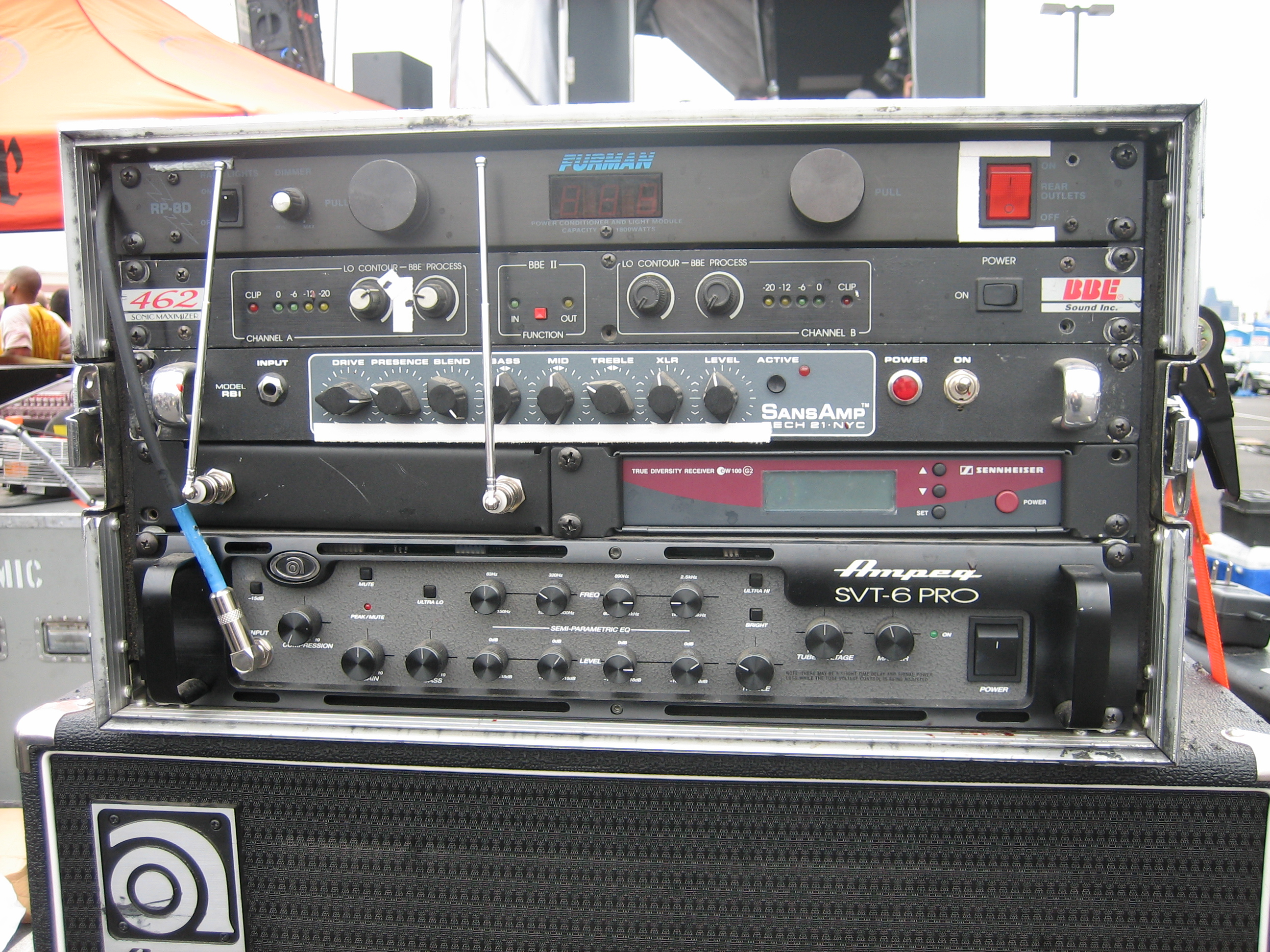
«Bass rack» басиста «Ориона»

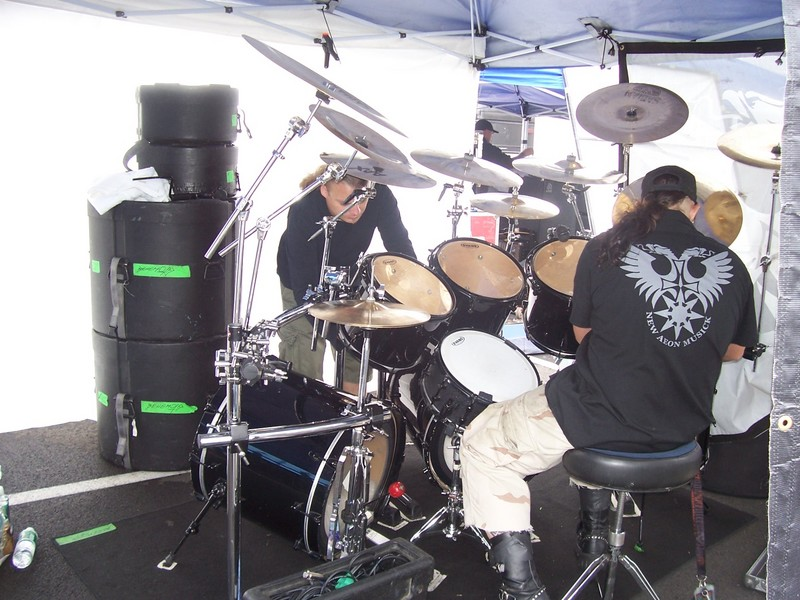
Подготовка к началу фестиваля Ozzfest

### Демо
- Endless Damnation (1992)
- The Return of the Northern Moon (1992)
- Thy Winter Kingdom (1993)
- …From the Pagan Vastlands (1994)[9]

### Студийные альбомы
- Sventevith (Storming Near the Baltic) (1995)
- Grom (1996)
- Pandemonic Incantations (1998)
- Satanica (1999)
- Thelema.6 (2000)
- Zos Kia Cultus (Here and Beyond) (2002)
- Demigod (2004)
- The Apostasy (2007)
- Evangelion (2009)
- The Satanist (2014)
- I Loved You at Your Darkest (2018)
- Opvs Contra Natvram (2022)
- The Shit ov God (2025)

### Концертные альбомы
- At The Arena Ov Aion - Live Apostasy (2008)

### Мини-альбомы (EP)
- And the Forests Dream Eternally (1993)
- Bewitching the Pomerania (1997)
- Antichristian Phenomenon (2001)
- Conjuration (2003)
- Slaves Shall Serve (2006)
- Ezkaton (2008)
- Blow Your Trumpets Gabriel (2013)
- Xiądz (2014)
- O Pentagram Ignis (2019)
- A Forest (2020)

### Компиляции
- Demonica (2006)
- Abyssus Abyssum Invocat (2011)

### Трибьюты
- Czarne zastępy — W hołdzie KAT (1998)
- Originators of Northern Darkness — A Tribute to Mayhem (2002)
- Tyrants From the Abyss — A Tribute to Morbid Angel (2002)

### DVD
- Live Eschaton: The Art of Rebellion (2002)
- Crush.Fukk.Create: Requiem for Generation Armageddon (2004)
- Evangelia Heretika (2010)

### Клипы
| Название                            | Год  | Альбом                           |
| ----------------------------------- | ---- | -------------------------------- |
| Decade Of Θerion                    | 1999 | Satanica                         |
| Antichristian Phenomenon            | 2000 | Thelema.6                        |
| Christians to the Lions             | 2000 | Thelema.6                        |
| As Above So Below                   | 2002 | Zos Kia Cultus (Here and Beyond) |
| Conquer All                         | 2004 | Demigod                          |
| Slaves Shall Serve                  | 2005 | Demigod                          |
| Prometherion                        | 2007 | The Apostasy                     |
| At The Left Hand Ov God             | 2008 | The Apostasy                     |
| Inner Sanctum                       | 2008 | The Apostasy                     |
| Ov Fire And The Void                | 2009 | Evangelion                       |
| Alas, Lord Is Upon Me               | 2010 | Evangelion                       |
| Lucifer                             | 2011 | Evangelion                       |
| Blow Your Trumpets Gabriel          | 2013 | The Satanist                     |
| Ora Pro Nobis Lucifer               | 2014 | The Satanist                     |
| Messe Noire                         | 2015 | The Satanist                     |
| The Satanist                        | 2015 | The Satanist                     |
| Ben Sahar                           | 2016 | The Satanist                     |
| O Father O Satan O Sun!             | 2018 | The Satanist                     |
| God equal Dog                       | 2018 | I Loved You At Your Darkest      |
| Wolves Of Siberia                   | 2018 | I Loved You At Your Darkest      |
| Bartzabel                           | 2018 | I Loved You At Your Darkest      |
| Ecclesia Diabolica Catholica        | 2019 | I Loved You At Your Darkest      |
| Sabbath Mater                       | 2019 | I Loved You At Your Darkest      |
| Wolves ov Siberia (Radio 1 Session) | 2019 | I Loved You At Your Darkest      |
| Rom 5:8                             | 2020 | I Loved You At Your Darkest      |
| Off to War!                         | 2022 | Opvs Contra Natvram              |
| Thy Becoming Eternal                | 2022 | Opvs Contra Natvram              |
| Versvs Christvs                     | 2022 | Opvs Contra Natvram              |

## Символика

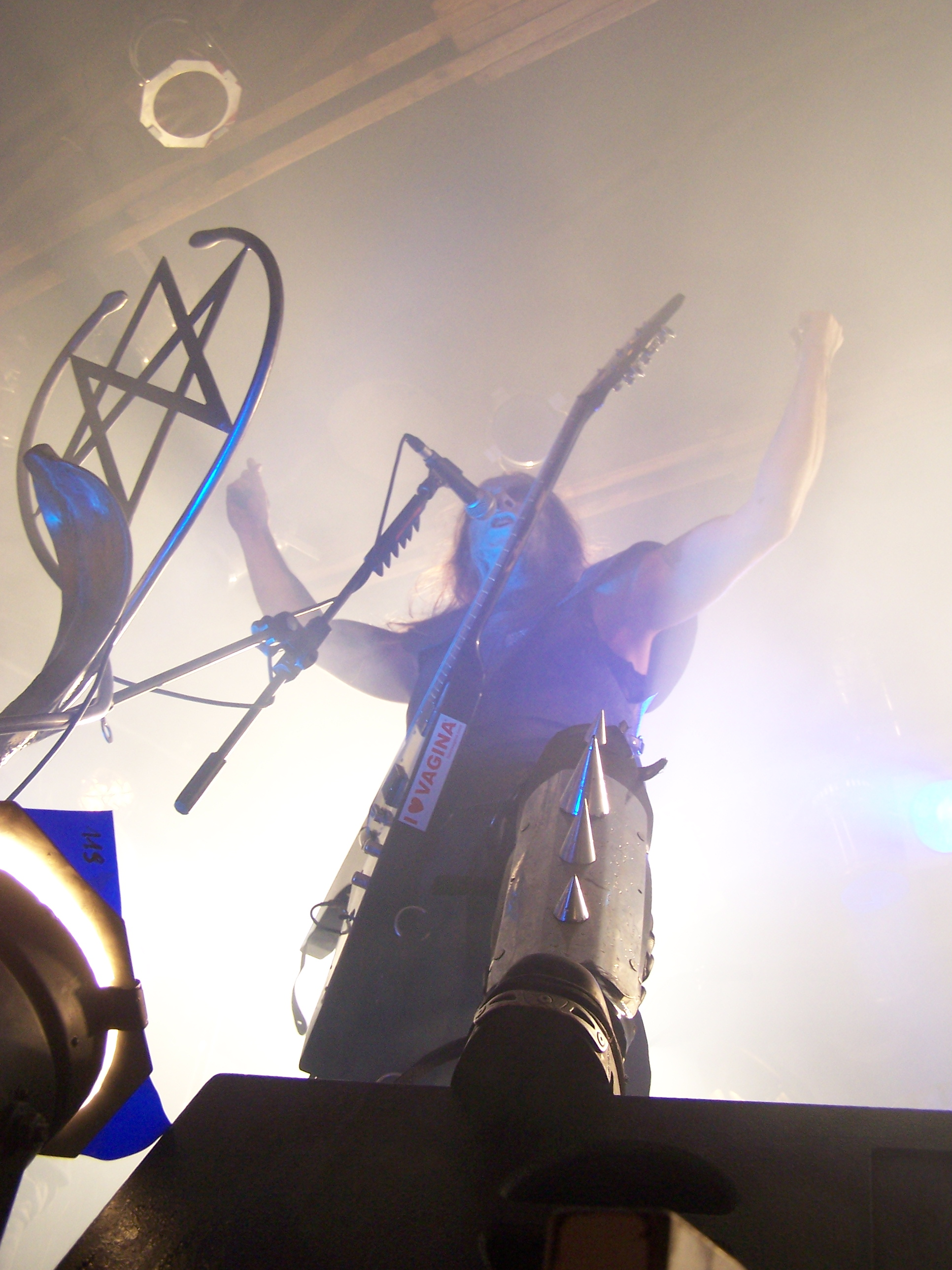
В качестве части сценографии использован штатив, сделанный в виде гексаграммы Телемы

Behemoth в своей работе широко использует символы антихристианства, оккультизма и мифологии Ближнего Востока. В концерте, в качестве части сценографии, команды использовали штатив, сделанный в виде телемитской гексаграммы — символа макромира (шесть рук соответствуют Сатурну, Юпитеру, Марсу, Венере, Солнцу и Луне), она также присутствует на одежде периода альбома «The Apostasy». На этом диске также появляется Пазузу, демон шумерской мифологии, в песне под тем же названием. На обложке можно видеть индуистскую богиню Кали, воплощающую как разрушение, так и созидание, и эта дуальность, по словам лидера группы Адама, есть суть человеческой природы. Скульптура была создана графическим дизайнером группы Томасом «Граалем» Даниловичем на основе идеи Нергала.
На логотипе фирмы Aeon Musick присутствовала звезда, символизирующая магию хаоса, а в его верхней части — мистическая птица Феникс.
В течение некоторого времени команда использовала образ антихристианского Бога Бафомета — он изображён на обложке альбома Zos Kia Cultus.
По поводу оформления альбома «Evangelion» Адам Дарский сказал следующее:
«Evangelion» сочетает в себе настоящее искусство и прямой посыл. Для нас также важно, чтобы графическое представление соответствовало содержанию диска. Мы снова работали с Томасом Даниловичем, который создал лучшие обложки для Behemoth. На новом диске можно увидеть Вавилонскую Блудницу, восседающую на семиголовом чудовище. Святые с упоением смотрят на неё, хотя у её ног лежат сломанные скрижали с десятью заповедями. Это представление нашего видения и наша интерпретация Нового Завета, где «Вавилонская Блудница» предстает символом восстания и сопротивления против Бога. Я очарован историями, которые стали источником для Библии, и мы использовали библейский символизм, помноженный на мой взгляд и мой опыт в нашей лирике и обложках прошлых записей Behemoth. Мне нравится заниматься подтасовкой фактов и играть с символикой, которая в итоге и означает, что же я задумал на самом деле. Основной образ нашей новой обложки — архетип неповиновения, индивидуальности, самоопределения и свободы, неограниченного желания — это универсальные и ключевые слова, лучшим образом доносящие характер нашей работы, жизни в целом, а также настоящей природы человечества
|                         |              |        |              |             |         |
| Телемитская гексаграмма | Звезда Хаоса | Феникс | Демон Пазузу | Богиня Кали | Бафомет |